# Ард
Ард (фр. Ardes) насеље је и општина у централној Француској у региону Оверња, у департману Пиј де Дом која припада префектури Исоар.
По подацима из 2011. године у општини је живело 580 становника, а густина насељености је износила 34,96 становника/km². Општина се простире на површини од 16,59 km². Налази се на средњој надморској висини од 630 метара (максималној 1.039 m, а минималној 485 m).

## Демографија
| 1962. | 1968. | 1975. | 1982. | 1990. | 1999. | 2011. |
| ----- | ----- | ----- | ----- | ----- | ----- | ----- |
| 807   | 812   | 747   | 643   | 585   | 547   | 580   |

График промене броја становника у току последњих година